# Берестяные грамоты

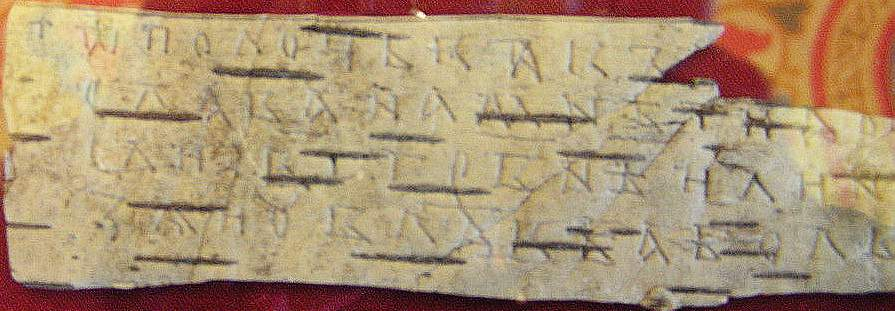
Грамота № 155 (фрагмент). Перевод: «От Полчка (или Полочка)…(ты) взял (возможно, в жёны) девку у Домаслава, а с меня Домаслав взял 12 гривен. Пришли же 12 гривен. А если не пришлёшь, то я встану (подразумевается: с тобою на суд) перед князем и епископом; тогда к большому убытку готовься…». Из собрания Государственного исторического музея (Москва)

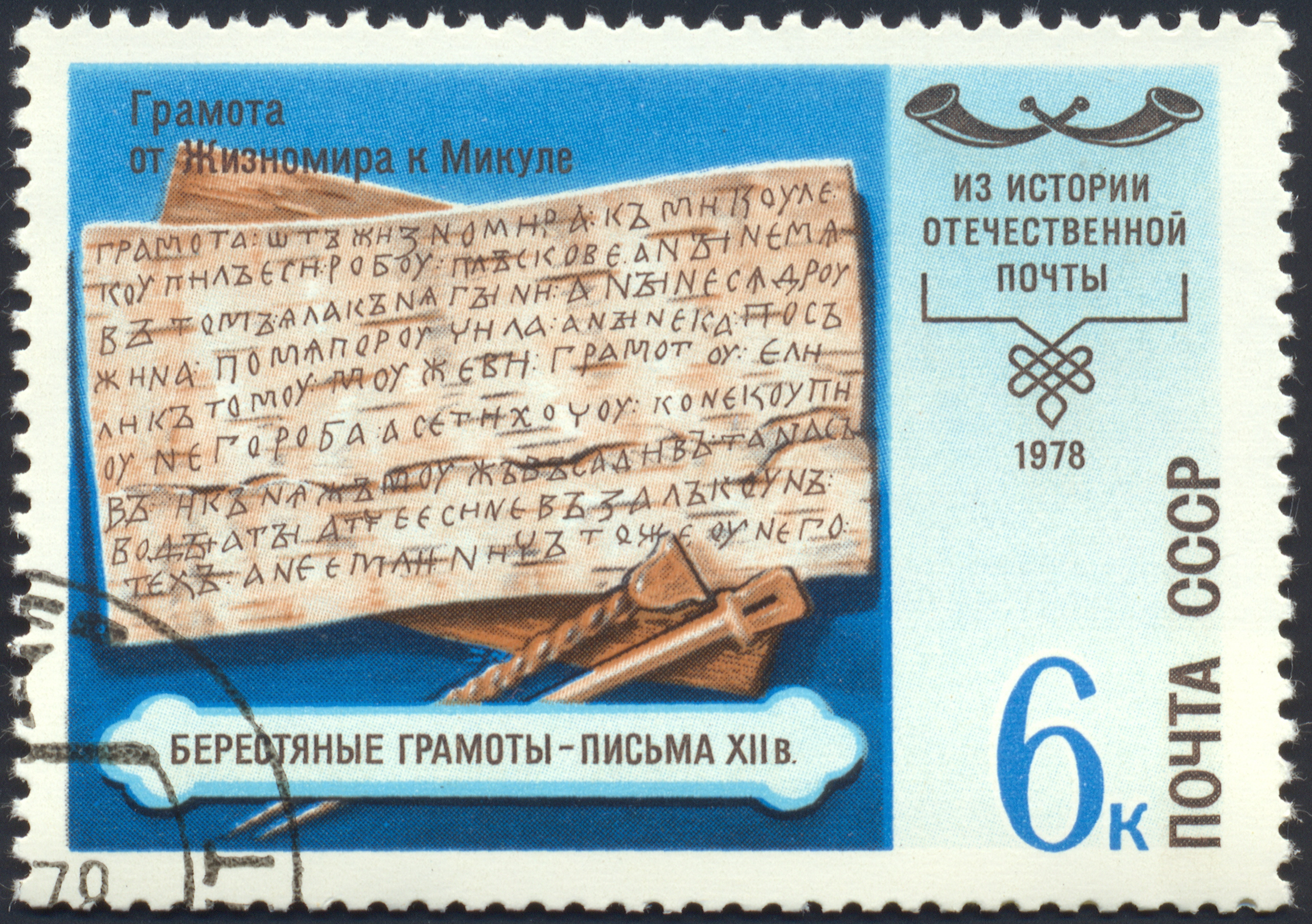
Почтовая марка СССР (1978)

Берестяны́е гра́моты — письма и записи на коре берёзы, памятники письменности Древней Руси XI—XV веков. Найдено более тысячи грамот в Великом Новгороде и ещё более сотни в других городах России, Украины и Белоруссии. Известны также находки русских берестяных грамот XVI—XVII веков в Поволжье, Сибири и на Дальнем Востоке России.
Берестяные грамоты представляют первостепенный интерес как источники по истории общества и повседневной жизни средневековых людей, а также по истории восточнославянских языков.
Берестяная письменность известна также ряду других культур народов мира.

## Открытие

Прорись берестяной грамоты № 1. Она сильно фрагментирована, однако состоит из длинных и совершенно стандартных фраз: «С такого-то села позёма и дару шло столько-то», поэтому легко восстанавливается

Существование берестяной письменности на Руси было известно и до обнаружения грамот археологами. Например, в Правой грамоте псковскому Снетогорскому монастырю 1483 года сообщается, что когда игумен Тарасий с братией пожаловались наместнику Ярославу Оболенскому, что обитель незаконно лишили принадлежавшей ей части реки Перервы, расследовавшие это дело «княжной боярин» Михаил Чет с сотским Климентом «тое воды досмотрели, да и на луб выписали [то есть вычертили на бересте] и перед [г]осподою положили да и велись [спорили] по лубу». По словам Иосифа Волоцкого, в обители Св. Сергия Радонежского «самые книги не на хартиях писаху, но на берестех».
В музеях и архивах сохранилось немало поздних, в основном старообрядческих документов, даже целых книг, написанных на специально обработанной (расслоённой) бересте (XVII—XIX века). На берегу Волги близ Саратова крестьяне, роя силосную яму, в 1930 году нашли берестяную золотоордынскую грамоту XIV века. Все эти рукописи выполнены чернилами.
Местом, где впервые были обнаружены берестяные грамоты средневековой Руси, стал Великий Новгород, где природные условия, а именно характер почвенного покрова, благоприятствовал их сохранности. Здесь ещё в конце XIX века были найдены фрагменты берестяных грамот, хранившиеся в музее новгородских древностей, который был открыт местным краеведом и археологом-любителем В. С. Передольским. Однако сам Василий Передольский, юрист по образованию, не владея древнерусским языком и не разбираясь в славянской палеографии, прочитать тексты на этих фрагментах не сумел, а большая часть его коллекции была утрачена ещё в 1920-е годы.
Новгородская археологическая экспедиция, работавшая с 1930-х годов под руководством А. В. Арциховского, неоднократно находила обрезанные листы берёзовой коры, а также писа́ла — заострённые металлические или костяные стержни, известные как инструмент для писания на мягкой поверхности (воске, бересте и т. п.); впрочем, до открытия берестяных грамот версия о том, что это именно писа́ла не была преобладающей, и их часто описывали как гвозди, шпильки для волос или «неизвестные предметы». Древнейшие стили-писа́ла в Новгороде происходят из слоёв 953—989 годов. Уже тогда у Арциховского возникла гипотеза о возможности находки грамот, процарапанных на бересте. Однако Великая Отечественная война, во время которой Новгород был под германской оккупацией, прервала археологические работы, которые возобновились только в конце 1940-х годов.
26 июля 1951 года на Неревском раскопе была обнаружена берестяная грамота № 1: она содержала перечень феодальных повинностей («позёма» и «дара») в пользу трёх землевладельцев: Фомы, Иева и третьего, которого, возможно, звали Тимофей. Грамоту эту нашла новгородка Нина Акулова, которая пришла на раскоп подработать во время отпуска по беременности (на её могиле установлен памятник в честь данной находки). Заметив на грязном свитке бересты буквы, она позвала начальницу участка Г. А. Авдусину, а та — Арциховского, который на радостях выписал Акуловой премию. Археологический слой, где была найдена первая берестяная грамота, Арциховский датировал концом XV века. Чтобы прочитать текст свитка полностью, реставратор экспедиции Алексей Кирьянов применил особую методику работы с артефактом: береста была промыта тёплой водой с содой, развёрнута, зажата между стёклами и в таком виде поступила к специалисту по палеографии М. Н. Тихомирову. Памятник первой берестяной грамоте был открыт в Великом Новгороде на площадке перед домом № 3 по улице Великая 23 августа 2019 года.
Этот же археологический сезон принёс ещё 9 берестяных документов, опубликованных только в 1953 году (поначалу открытие берестяных грамот не получило должного освещения в прессе, что было связано с идеологическим контролем в советской науке). Самые ранние из первых грамот были датированы XII веком.
Открытие показало, что, вопреки опасениям, при написании грамот почти никогда не использовались хрупкие чернила (при раскопках найдено всего три таких грамоты из тысячи с лишним, в том числе большая московская грамота в 2007 году); текст на бересте был просто процарапан на коре и без труда читался. Первая берестяная грамота, написанная чернилами и датируемая серединой XV века, была найдена на перекрестке Великой и Холопьей улиц на Неревском раскопе в 1952 году и получила № 13. Прочесть её не удалось, а вскоре она была утеряна и нашлась лишь в 2021 году. Вторая берестяная грамота, написанная чернилами с сажей, была найдена в 1972 году и получила № 496.

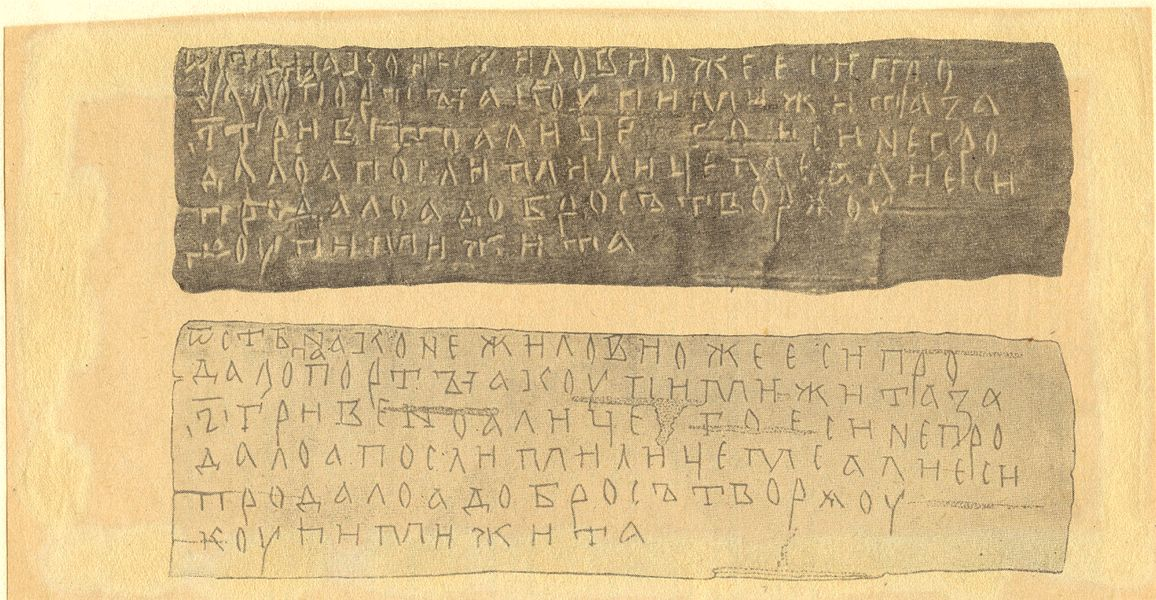
Витебская берестяная грамота

Уже в 1952 году экспедицией Московского университета под руководством Д. А. Авдусина (мужа Г. А. Авдусиной, работавшей в Великом Новгороде) была найдена первая берестяная грамота в Смоленске. В 1958 году экспедицией Г. П. Гроздилова была найдена первая берестяная грамота в Пскове. В 1959 году во время строительных работ нашли первую берестяную грамоту в Витебске. В Старой Руссе первую находку берестяной грамоты сделала в 1966 году экспедиция Института археологии под руководством А. Ф. Медведева. В Мстиславле первую берестяную грамоту обнаружил археолог Л. В. Алексеев в 1980 году, в Твери первую грамоту обнаружили в 1983 году. Первая новоторжская берестяная грамота была найдена в 1985 году. География находок расширилась в 1988 году, когда впервые берестяную грамоту нашли при раскопках С. З. Чернова на Красной площади в Москве, а в Звенигороде Галицком при раскопках И. К. Свешникова обнаружили две берестяные грамоты (в следующем году ещё одну).
Луки, Киев и Суздаль упоминаются в одной из древнейших новгородских берестяных грамот № 675 (40-е — начало 60-х годов XII века). В берестяной грамоте № 1005 (третья четверть XII века) Великие Луки упоминаются дважды. В берестяной грамоте № 1004 упоминается Чернигов.
В августе 2007 года найдены вторая и третья грамоты в Москве. Причём найденная в Тайницком саду московского Кремля чернильная грамота № 3 с описью имущества стала фактически первым полноценным московским берестяным документом (ранее известная грамота № 1 и найденная в том же сезоне грамота № 2 представляют собой небольшие фрагменты) и самой большой из известных берестяных грамот. В Мстиславле (Белоруссия) в 2014 году найдена вторая грамота, содержащая две буквы и княжеский знак (трезубец). В Смоленске в 2009 году нашли 16-ю грамоту (последние грамоты до этого были найдены в 1980-х.). Она представляет собой нижнюю строчку письма, в которой сохранилась фраза «ладья ушла».
21 июля 2015 года экспедицией И. П. Кукушкина была найдена первая берестяная грамота в Вологде. В октябре 2015 года экспедиция Института археологии РАН во главе с Л. А. Беляевым обнаружила во время раскопок в Зарядье московскую берестяную грамоту № 4. 14 августа 2021 года первая берестяная грамота была найдена на Введенском раскопе в Кремле Переяславля Рязанского (современная Рязань).
В ходе раскопок находят также пустые листы бересты — заготовки для письма, показывающие возможность находки в будущем берестяных грамот с текстом. Иногда в СМИ они также называются «берестяными грамотами». Такой берестяной лист рубежа XI и XII веков найден в 2010 году в Киеве на Подоле (улица Хорива); текст на нём пока не выявлен.
В 2007 году сообщалось также о «берестяной грамоте и писа́ле», найденных в Нижнем Новгороде (каких-либо подробностей об этой находке впоследствии не появлялось). В 2008 году сообщалось о находке берестяной грамоты и костяного писа́ла в Буске на Львовщине. В 2005 году берестяная грамота или заготовка была найдена на острове Вёжи в Костромской области. В 2013 году берестяную грамоту нашли среди руин жилого дома конца XVIII века в Старотуруханске (Новой Мангазее), в 2018 году — на территории посада конца XVI — начала XVII века в Берёзове.
Девять берестяных грамот были найдены в 2024 году в Якутске в ходе охранных археологических раскопок. Грамоты были обнаружены студентом из Кирова Виталием Татариновым. Находки произведены на пересечении улицы Каландаришвили и переулка Марка Жиркова, при разборке заполнения части деревянной срубной постройки конца XVII века, в мерзлоте. Грамоты написаны чернилами скорописью XVII века. Числа в них проставлены буквами. По предположению археологов, они принадлежат к архиву воеводской канцелярии, утраченному в ходе пожара 1700 года. В одном из фрагменте говорится о сборе ясака.

## Количество

Памятный знак на месте находки 1-й берестяной грамоты в Великом Новгороде (Неревский раскоп)

С 1951 года берестяные грамоты обнаруживаются археологическими экспедициями в Новгороде, а затем и в ряде других древнерусских городов. Крупнейшая экспедиция — новгородская — работает ежегодно, но количество грамот в разные сезоны сильно варьирует (от сотни с лишним до нуля) в зависимости от того, какие слои раскапываются. Немало грамот обнаружено при археологическом контроле за земляными работами (строительство, прокладка коммуникаций), а также найдено просто случайно. Среди случайных находок, в частности, — грамота № 463, найденная студентом Новгородского пединститута в посёлке Панковка в куче вывезенного с раскопок отработанного грунта, который предполагалось использовать для благоустройства местного сквера и маленький фрагмент № 612, найденный жителем Новгорода Челноковым у себя дома в цветочном горшке при пересадке цветов.
Уже к июлю 2007 года общее количество берестяных грамот, обнаруженных при раскопках на территории древнерусских городов (Старая Русса, Торжок, Смоленск, Псков, Тверь, Москва, Звенигород Галицкий, Старая Рязань, Витебск, Мстиславль), достигло 1000, а к началу мая 2010 года одних только новгородских насчитывалось 973. К 11 октября 2017 года новгородских берестяных грамот насчитывалось более 1100.
Берестяные грамоты в настоящее время обнаружены при раскопках следующих древнерусских городов (указано количество по состоянию на 28 июля 2025 года):
| Современный город            | Древнерусское название | Количество грамот                          |
| ---------------------------- | ---------------------- | ------------------------------------------ |
| Великий Новгород, Россия     | Новгородъ              | 1234 грамоты и 1 берестяная грамота-иконка |
| Старая Русса, Россия         | Роуса                  | 59                                         |
| Торжок, Россия               | Новыи търгъ            | 19                                         |
| Смоленск, Россия             | Смольнескъ             | 16                                         |
| Псков, Россия                | Плесков (Пльсков)      | 8                                          |
| Тверь, Россия                | Тьхвѣрь                | 5                                          |
| Москва, Россия               | Московь                | 4                                          |
| Звенигород Галицкий, Украина | Звенигородъ            | 3                                          |
| Мстиславль, Беларусь         | Мстиславль             | 2                                          |
| Витебск, Беларусь            | Витьбьскъ              | 1                                          |
| Старая Рязань, Россия        | Рязань                 | 1                                          |
| Вологда, Россия              | Вологда                | 3                                          |
| Рязань, Россия               | Переясла́вль-Ряза́нский  | 1                                          |

## Общая характеристика

Берестяная грамота № 419 — фактически книжечка с записью двух молитв. Последняя страница. Есть буквица, обведённая двойным контуром

Берёзовая кора как материал для письма получает на Руси распространение не позднее первой четверти XI века и выходит из широкого употребления в середине XV века в связи с распространением бумаги, которая именно около этого времени становится дешёвой; чернильные берестяные рукописи известны и в более позднюю эпоху (см. выше). Береста рассматривалась как эфемерный, непрестижный материал для письма, непригодный для долгого хранения; её использовали в основном для частной переписки и личных записей, а более ответственные письма и официальные документы писались, как правило, на пергаменте (бересте доверялись лишь их черновики). В грамоте № 831, представляющей собой черновик жалобы должностному лицу, есть прямое указание переписать её на пергамент и лишь потом послать адресату. Лишь немногие грамоты, по-видимому, хранились долго: это два берестяных листа огромного размера с записью литературных произведений (сохранившаяся целиком грамота из Торжка № 17 и дошедшая до нас во фрагментах новгородская грамота № 893), найденные в земле в развёрнутом виде, а также две берестяные книжечки: с записью молитв (новгородская грамота № 419) и с текстом заговора от лихорадки (№ 930, лист из такой книги).
В силу указанных обстоятельств обнаруженные археологами берестяные грамоты представляют собой, как правило, выброшенные документы, попавшие в землю в том месте и в тот момент, когда в них исчезала практическая надобность. Таким образом, находки археологов не связаны с каким бы то ни было древним архивом (даже в том случае, когда высокая концентрация грамот обусловлена нахождением на данном месте некоторого учреждения или канцелярии — как, например, на одной из усадеб Троицкого раскопа, так называемой усадьбе Е, где в XII веке находился «сместный» [совместный] суд князя и посадника).
Древнерусским книжникам была известна функциональная эквивалентность между берестой и ближневосточным папирусом: так, в переводе Толкового Апостола, выполненном Максимом Греком и его русскими сотрудниками в XVI в., употреблены выражения посланїа берестены и епистолїи берестеные в соответствии с ἐπιστολὰς βυβλίνας ‘послания на папирусе‘.
Целые берестяные грамоты в момент обнаружения обычно представляют собой свёрнутый свиток бересты с выцарапанным текстом на внутренней стороне коры (реже на обеих её сторонах). Меньшая часть целых документов находится в земле в развёрнутом виде. Текст помещается на бересте в строку, в подавляющем большинстве грамот (как и средневековых славянских рукописях вообще) без разделения на слова.
Значительную долю находок составляют фрагменты берестяных грамот, нередко повредившихся уже после попадания в землю, но ещё чаще уничтоженных (разорванных или разрезанных) перед тем, как их выбросили. Эта практика упоминается в «Вопрошании» Кирика Новгородца XII в., где спрашивается, нет ли греха в том, чтобы по разрезанным грамотам «ходили ногами». Цель уничтожения грамот понятна: адресаты писем заботились о том, чтобы ставшее ненужным письмо не прочёл посторонний. В роли такого «постороннего» и оказываются современные исследователи. Хотя в интерпретации фрагментов грамот накоплен значительный опыт, и общий характер документа удаётся уловить в большинстве случаев (лишь совсем крохотные фрагменты интерпретации не поддаются), наличие оборванных букв и лакун часто затрудняет истолкование отдельных мест.

## Датировка
Главным способом датирования берестяных грамот является стратиграфическое датирование (на основании археологического слоя, из которого извлечена грамота), в котором важную роль играет дендрохронология (в Новгороде с большим количеством часто ремонтировавшихся деревянных мостовых датировка точнее, чем в других городах — обычно в пределах 30—40 лет).
Некоторое количество берестяных грамот может быть датировано благодаря упоминанию в них известных по летописям исторических лиц или событий (например, в ряде грамот выступают представители шести поколений знаменитого новгородского рода бояр Мишиничей — посадники Варфоломей, Лука, Онцифор Лукинич, Юрий Онцифорович и другие). Данный способ обычно употребляется вместе со стратиграфическим датированием и независимо подкрепляет его.
В последнее время, с накоплением фонда берестяных грамот, появилась возможность комплексного параметрического датирования грамот на основе целого ряда внестратиграфических признаков — прежде всего палеографии, а также лингвистических признаков и этикетных формул, имеющих хронологическое значение. Данный метод, разработанный А. А. Зализняком, успешно применяется для грамот, не имеющих (вообще или достаточно узкой) стратиграфической даты.

## Содержание грамот

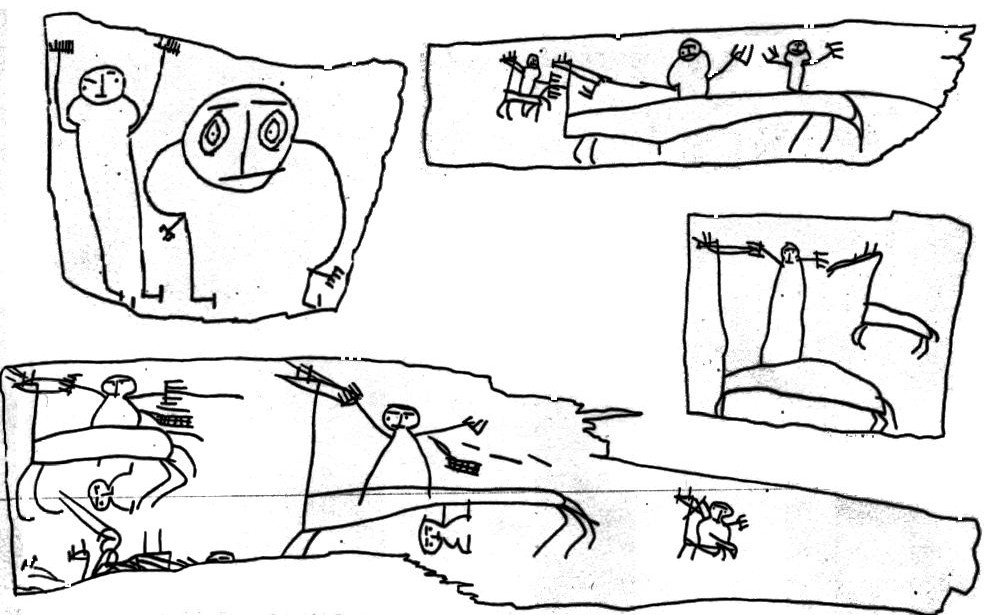
Рисунки 6—7-летнего мальчика Онфима (середина XIII века), автора нескольких берестяных грамот

Большинство берестяных грамот — частные письма, носящие деловой характер (взыскание долгов, торговля, бытовые указания). К этой категории тесно примыкают долговые списки (которые могли служить не только записями для себя, но также и поручениями «взять с такого-то столько-то») и коллективные челобитные крестьян феодалу (XIV—XV века).
Кроме того, имеются черновики официальных актов на бересте: завещания, расписки, купчие, судебные протоколы и т. п.
Сравнительно редки, но представляют особый интерес следующие типы берестяных грамот: церковные тексты (молитвы, списки поминаний, заказы на иконы, поучения), литературные и фольклорные произведения (заговоры, школьные шутки, загадки, наставления по домашнему хозяйству), записи учебного характера (азбуки, склады, школьные упражнения, детские рисунки и каракули). Огромную известность получили обнаруженные в 1956 году учебные записи и рисунки новгородского мальчика Онфима.
Берестяные грамоты, как правило, предельно кратки, лапидарны, содержат только самую важную информацию; то, что автору и адресату и так известно, в них, естественно, не упоминается. Те трудности интерпретации, с которыми из-за отсутствия контекста постоянно сталкиваются современные исследователи — расплата за чтение «чужих писем».
Бытовой и личный характер многих берестяных грамот Великого Новгорода (например, любовные послания незнатных молодых людей или хозяйственные записки-наказы от жены к мужу) свидетельствуют о высоком распространении грамотности среди населения.

## Грамоты как исторический источник
Как важнейший исторический источник берестяные грамоты были оценены уже их первооткрывателем А. В. Арциховским. Основные монографические работы на эту тему принадлежат Л. В. Черепнину и В. Л. Янину.

### Специфика источников
Берестяные грамоты являются одновременно вещественными (археологическими) и письменными источниками; место их нахождения — столь же важный для истории параметр, как и их содержание. Грамоты «дают имена» безмолвным находкам археологов: вместо безликой «усадьбы знатного новгородца» или «следов деревянного навеса» мы можем говорить об «усадьбе священника-художника Олисея Петровича по прозвищу Гречин» и о «следах навеса над помещением сместного суда князя и посадника». Одно и то же имя в грамотах, обнаруженных на соседних усадьбах, упоминания князей и других государственных деятелей, упоминания значительных денежных сумм, географических названий — всё это много говорит об истории строений, их владельцев, об их социальном статусе, об их связях с другими городами и областями.

### Политическая и социальная история
Благодаря берестяным грамотам изучена генеалогия боярских родов древнего Новгорода (ср. в особенности исследования В. Л. Янина), выявлена политическая роль некоторых деятелей, недостаточно освещённая в летописи (таков известный нам благодаря работам А. А. Гиппиуса Пётр-Петрок Михалкович, видный деятель боярской олигархии XII века). Новгородские грамоты рассказывают о землевладении в Новгородской земле, об экономических связях новгородцев с Псковом, Ростовом, Ярославлем, Угличем, Суздалем, Кучко́вом (будущей Москвой), Полоцком, Киевом, Переяславлем, Черниговом, даже Сибирью (Обдорской землёй). Челобитные крестьян, купчие и завещания XIV—XV веков свидетельствуют о закреплении крепостного права, о развитии судебной бюрократии и делопроизводства (эта область в домонгольский период ещё практически не отграничена от частной переписки). Мы узнаём о военных конфликтах и внешней политике Новгорода, о сборе дани с покорённых земель — узнаём в массе бытовых подробностей, которых не бывает в официальных документах. Ряд первостепенных данных имеется по истории церкви — засвидетельствована древность некоторых черт литургии, есть сведения о взаимоотношениях членов клира с жителями окормляемых ими усадеб, а упоминание Бориса и Глеба в списке святых в грамоте № 906 3-й четверти XI века почти совпадает со временем их канонизации (1071 год).
В московской берестяной грамоте № 4, датируемой 1380—1400 годами (внестратиграфическая дата: 1340-е — 1370-е годы), упоминается Кострома.

### История повседневности

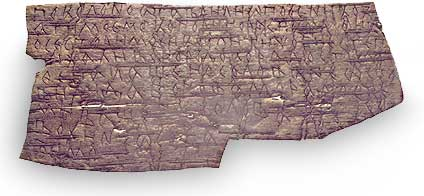
Берестяная грамота № 497 (вторая половина XIV века). Гаврила Постня приглашает своего зятя Григория и сестру Улиту в гости в Новгород.

Уникален этот источник для изучения повседневной жизни Древней Руси — тематики, столь популярной в медиевистике XX века. Берестяные грамоты свидетельствуют о широком распространении грамотности в Древней Руси, о том, что горожане обучались азбуке с детства и сами писали свои письма, что грамотны были и женщины; вместе с тем в ряде ситуаций (особенно в переписке высокопоставленных чиновников) уместна была и фигура писца, записывавшего под диктовку и служившего затем в роли посыльного. Семейная переписка новгородцев свидетельствует о высоком положении женщины, посылавшей мужу наказы («приказы»), вступавшей самостоятельно в денежные отношения и т. п. Новгородские берестяные грамоты показывают, что женщина могла заключать договоры, выступать поручителем, выступать в судах по финансовым вопросам, заниматься каким-либо прибыльным делом, например ремеслом или ростовщической деятельностью.
Есть в берестяных грамотах сведения о рационе древних новгородцев, их одежде, их ремёслах, а также о сфере человеческих взаимоотношений, родственной и дружеской заботе, гостеприимстве, конфликтах. Так, в грамоте новой половины XII века № 842 говорится: «Вот мы послали 16 лукошек мёда, а масла три горшка. А в среду две свиньи и колбасу» (первое упоминание о колбасе в славянском источнике).
Совершенно исключительный интерес представляет любовное письмо девушки XII века (грамота № 752): «Я посылала к тебе трижды. Что за зло ты против меня имеешь, что ко мне не приходил? А я к тебе относилась как к брату! А тебе, я вижу, это не любо. Если бы тебе было любо, то ты бы вырвался из-под людских глаз и пришёл. Может быть, я тебя по своему неразумию задела, но если ты начнёшь надо мною насмехаться, то суди тебя Бог и я недостойная».
Имеются берестяные грамоты с записями заговоров и других фольклорных текстов, которые позволяют судить о древности памятников фольклора.

## Язык берестяных грамот

### Диалектизмы
Большинство берестяных документов с территории Новгородской республики (из Новгорода, Старой Руссы и Торжка) написано на древненовгородском диалекте, отличающемся от известного по традиционным памятникам древнерусского языка на различных уровнях: в фонетике, морфологии, отчасти также лексике. В широком смысле к древненовгородскому диалекту можно относить также и диалект древнего Пскова (имеющий ряд собственных фонетических особенностей). Отдельные диалектные новгородские и псковские явления были известны историкам русского языка и раньше, но лишь по эпизодическим вкраплениям в рукописях, на фоне общей установки писца на более престижный язык (церковнославянский, наддиалектный древнерусский). В берестяных же грамотах эти явления представлены либо совершенно последовательно, либо (реже) с незначительным влиянием книжной нормы.
Прочие грамоты (из Смоленска, Звенигорода Галицкого, Твери, Витебска, Москвы, Вологды) также несут информацию о древнем говоре данных регионов, однако из-за небольшого количества материала лингвистическая ценность их пока меньше, чем у новгородских грамот.

### Орфография и история алфавита

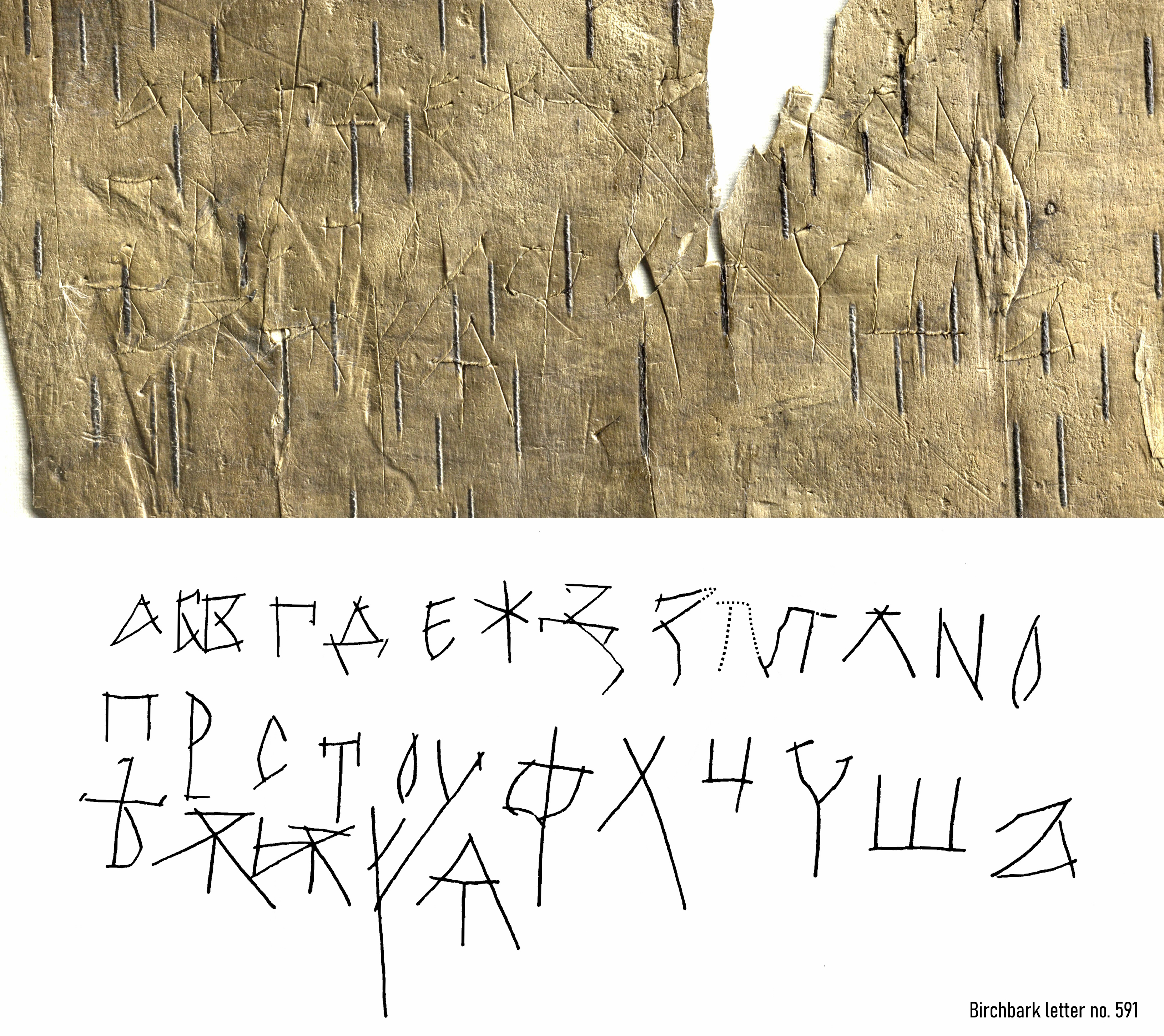
Азбука, датируемая 1025—1050 гг. Фото и прорись новгородской берестяной грамоты № 591

В берестяных грамотах (из всех городов) используется т. н. бытовая графическая система, где, в частности, пары букв ъ—о, ь—е и е—ѣ могут взаимозаменяться (например, слово конь может записываться как къне); по такой системе написано подавляющее большинство грамот середины XII — конца XIV века. До открытия берестяных грамот подобная орфография была известна лишь по некоторым пергаментным грамотам и надписям, а также по отдельным ошибкам в книжных текстах.
Берестяные грамоты являются важным источником при изучении происхождения и развития русского кириллического алфавита. Так, азбука (абецедарий) представлена уже на одной из древнейших среди найденных берестяных грамот — берестяной грамоте № 591 (30-е годы XI века, Нутный раскоп), обнаруженной в 1981 году, а также на берестяной грамоте № 460 (XII век), найденной в 1969 году, известны и берестяные азбуки, относящиеся к позднедревнерусскому периоду. Абецедарии из берестяных грамот отражают различные этапы формирования состава кириллицы, причём они не прямо соответствуют репертуару букв, фактически использовавшихся в текстах той же эпохи.

### Грамотность писцов
В силу специфики орфографии и диалектных особенностей берестяных грамот в 1950—1970-х годах, несмотря на то, что уже в этот период был накоплен значительный фонд ценных наблюдений за лексикой, грамматикой, орфографией, палеографией берестяных грамот (Н. А. Мещерский, Р. О. Якобсон, В. И. Борковский, Л. П. Жуковская), исследователи берестяных грамот нередко трактовали непонятные места как произвольные ошибки малограмотных писцов (или даже иностранцев) против «правильного» древнерусского языка: это позволяло истолковывать спорные отрезки текста практически как угодно.
А. А. Зализняк, автор наиболее подробных исследований языка берестяных грамот, в начале 1980-х годов показал, что в документах на бересте соблюдается достаточно стройная грамматическая и орфографическая система, в рамках которой свыше 90 % грамот написаны вообще без единой ошибки. Текстов, записанных действительно малограмотными людьми (или небрежно с заметным числом ошибок), очень мало. Есть всего две славянские грамоты, где возможно предположить, что они написаны нерусскими: в них смешиваются глухие и звонкие согласные, что характерно для речи прибалтийско-финских народов (но и тут возможен русский говор с финским субстратом). Значительная часть прежних прочтений и переводов была пересмотрена, и теперь при исследовании вновь открытых грамот непременно учитывается большое количество сведений о древненовгородском диалекте и бытовой орфографии.

### Хронология языковых изменений
Грамота № 109 (ок. 1100 г.)  о покупке краденой рабыни дружинником. Расставлены современные знаки препинания и пробелы. Грамота написана по одноеровой системе: ъ выступает как на месте этимологического ъ (читается как сверхкраткое [о]: кънягыни), так и на месте этимологического ь (читается как сверхкраткое [е]: Плъскове, чъто вместо Пльсковѣ, чьто). Вместо ятя везде пишется е. Диграф оу читается как у:

Грамота ꙍтъ Жизномира къ Микоулє. Коупилъ єси [ты купил; «еси» — связка] робоу [рабыню] Плъсковє [в Пскове], а нынє мѧ въ томъ ѧла [за это схватила] кънѧгыни. А нынє сѧ дроужина по мѧ пороучила [поручилась]. А нынє ка посъли къ томоу моужєви [человеку] грамотоу, єли [если] оу нєго роба. А сє ти хочоу конє коупивъ, и кнѧжъ моужъ всадивъ, та на съводы [очные ставки]. А ты атчє [если] єси нє възалъ коунъ [денег] тєхъ, а нє ємли [бери] ничъто жє оу нєго.

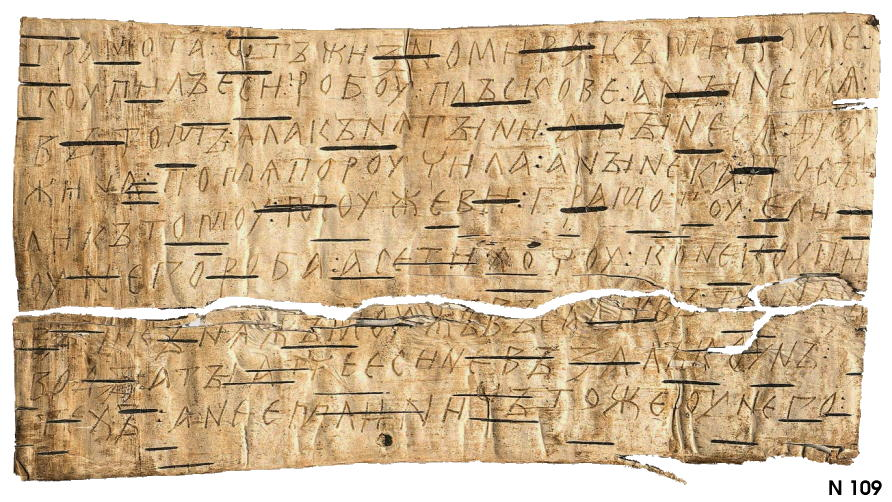
Грамота ꙍтъ Жизномира къ Микоулє. Коупилъ єси [ты купил; «еси» — связка] робоу [рабыню] Плъсковє [в Пскове], а нынє мѧ въ томъ ѧла [за это схватила] кънѧгыни. А нынє сѧ дроужина по мѧ пороучила [поручилась]. А нынє ка посъли къ томоу моужєви [человеку] грамотоу, єли [если] оу нєго роба. А сє ти хочоу конє коупивъ, и кнѧжъ моужъ всадивъ, та на съводы [очные ставки]. А ты атчє [если] єси нє възалъ коунъ [денег] тєхъ, а нє ємли [бери] ничъто жє оу нєго.
Грамота не имеет признаков древненовгородского диалекта; некоторые не очень яркие характеристики могут указывать на то, что писавший мог быть уроженцем Юго-Западной Руси

Берестяные грамоты — важный источник по истории русского языка; по ним точнее, чем по другим средневековым рукописям, зачастую сохранившимся только в списках, можно установить хронологию и степень распространённости того или иного языкового явления (например, падения редуцированных, отвердения шипящих, эволюции категории одушевлённости), а также этимологию и время появления того или иного слова. Грамоты практически непосредственно отражают живую разговорную речь Древней Руси и не несут на себе, как правило, следов литературной «шлифовки» стиля и книжного влияния в морфологии и синтаксисе. Сопоставимого с ними в этом отношении материала среди традиционных книжных памятников древнерусского языка нет.
Большой интерес в плане истории языка представляет грамота № 247, содержание которой, вместе с некоторыми другими грамотами, подтверждает гипотезу С. М. Глускиной об отсутствии в древненовгородском диалекте вторoй палатализации, в отличие от всех других языков и диалектов славянского мира. Такое предположение имеет значение для истории древнерусского языка и всей славянской языковой семьи в целом.

### Лексика
Десятки слов, встречающихся в берестяных грамотах, по другим древнерусским источникам неизвестны. Преимущественно это бытовая лексика, у которой практически не было шансов попасть в литературные сочинения с их установкой на высокую тематику и соответствующий отбор слов. Среди этой лексики — обозначения товаров, термины финансовой сферы, сельского хозяйства, повседневного этикета, людских взаимоотношений (например, обозначения заботы и беспокойства — понаболѣти, зобатисѧ); берестяные грамоты также содержат одни из первых фиксаций славянской обсценной лексики (подробнее см. соответствующий раздел этой статьи).
Таким образом, открытие берестяных грамот постоянно заполняет лакуны в существующих словарях древнерусского языка.

### Иноязычный материал
Имеется несколько грамот, написанных по-церковнославянски, а также пять текстов на неславянских языках: по одной на карельском (знаменитая берестяная грамота № 292 с заклинанием против молнии), латыни (№ 488, Готский раскоп, литургические записи), греческом (№ 552, Троицкий раскоп), нижненемецком (№ 753, Троицкий раскоп, заклинание) — новгородские грамоты; на руническом древнескандинавском — смоленская грамота № 11. Последние важны как источник сведений о международных связях древнего Новгорода и Смоленска. В грамоте № 403, помимо древнерусского текста, содержится небольшой русско-карельский словарик; она предназначена для сборщика дани, который уже немного умел объясняться по-карельски. В нескольких грамотах представлены иноязычные имена собственные (людей и мест) и редкие иноязычные заимствования, прежде всего прибалтийско-финские, а также германские, балтские и тюркские.

## Публикации

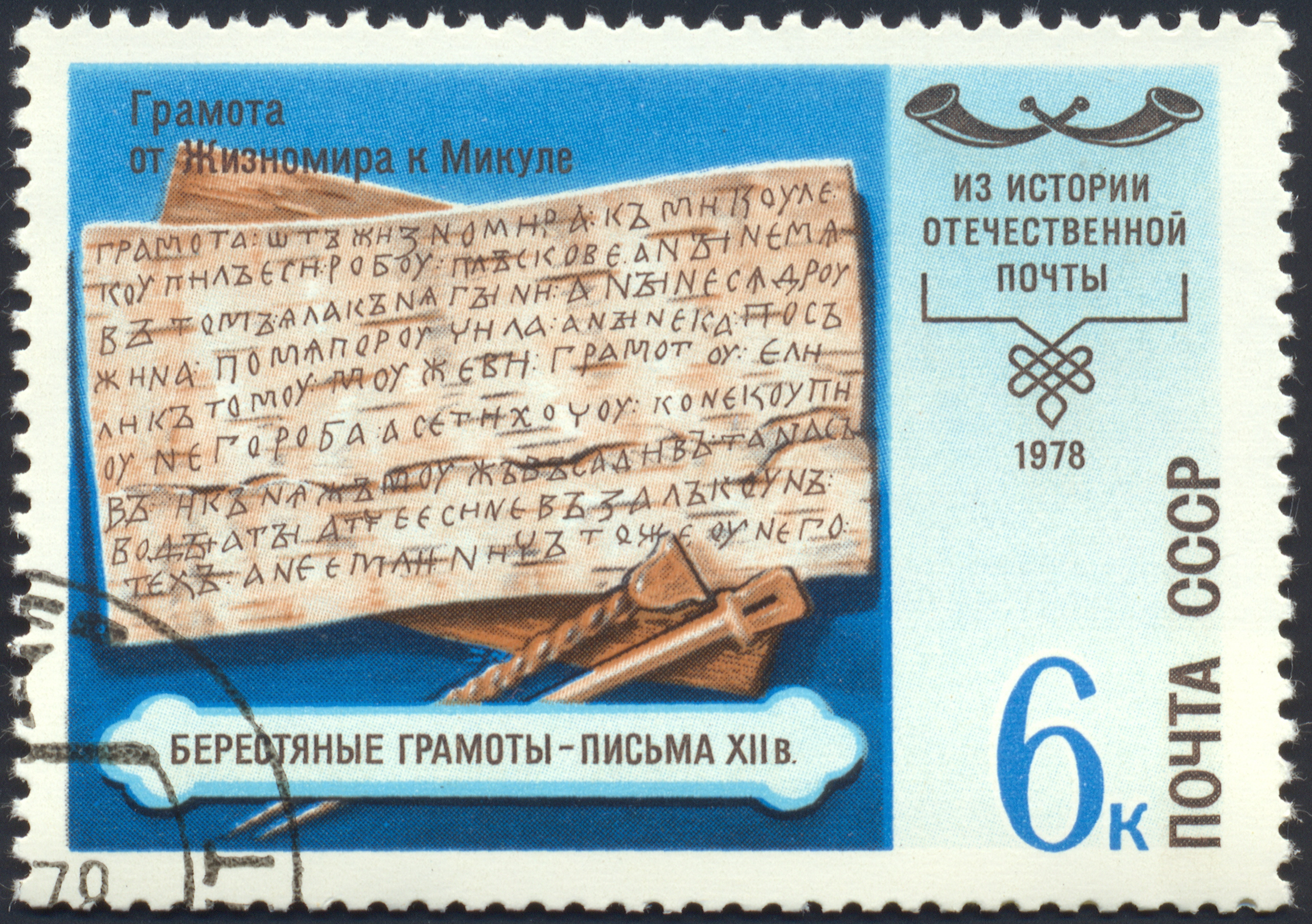
Берестяные грамоты — письма XII века (грамота от Жизномира к Микуле), серия почтовых марок СССР «Из истории отечественной почты», 1978

Берестяные грамоты из Новгорода публикуются начиная с 1953 года в особой серии с общим названием «Новгородские грамоты на бересте из раскопок… годов». К настоящему времени вышло 12 томов. Здесь опубликованы новгородские берестяные грамоты до № 1063 включительно, грамоты из Старой Руссы и Торжка, а также некоторые другие новгородские надписи (на деревянных бирках, цилиндрах, церах-восковых табличках).
В последние несколько лет вновь найденные грамоты (кроме маленьких фрагментов) предварительно публикуются в журнале «Вопросы языкознания».
Текст и интерпретации грамот в дальнейшем неоднократно уточнялись различными исследователями: чтения и переводы, предложенные в первых томах «Новгородских грамот на бересте…», зачастую уже совершенно устарели. Поэтому необходимо обращаться также к книге А. А. Зализняка «Древненовгородский диалект» (М., 1995; 2-е изд., М., 2004), где дан текст новгородских и неновгородских берестяных грамот (кроме маленьких фрагментов и неславянских текстов) в соответствии с современным состоянием древнерусистики. В издания «НГБ» (а отчасти и в книгу А. А. Зализняка) также включены некоторые другие тексты: 1) надписи на деревянных «цилиндрах-замка́х» для мешков сборщиков дани; 2) надписи на деревянных бирках, обычно долговых; 3) разбор древнерусских надписей-граффити; 4) новгородские свинцовые грамоты. Всё это в рамках древнерусской культуры обнаруживает определённые сходства с берестяными грамотами (или привлекается как дополнительный лингвистический материал).
В 2006 году фотографии, прориси, переводы большинства берестяных грамот и библиография по ним размещены в Интернете на сайте «Древнерусские берестяные грамоты». С 2010 года подкорпус берестяных грамот с возможностью грамматического и лексического поиска входит в Национальный корпус русского языка. Тексты берестяных грамот в составе корпуса интерактивно связаны с их представлением на сайте gramoty.ru.

## Аналоги в других культурах

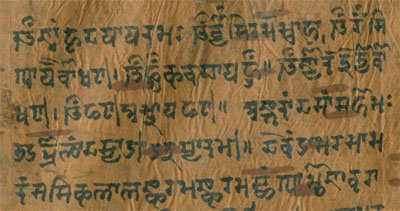
Берестяная грамота из Кашмира

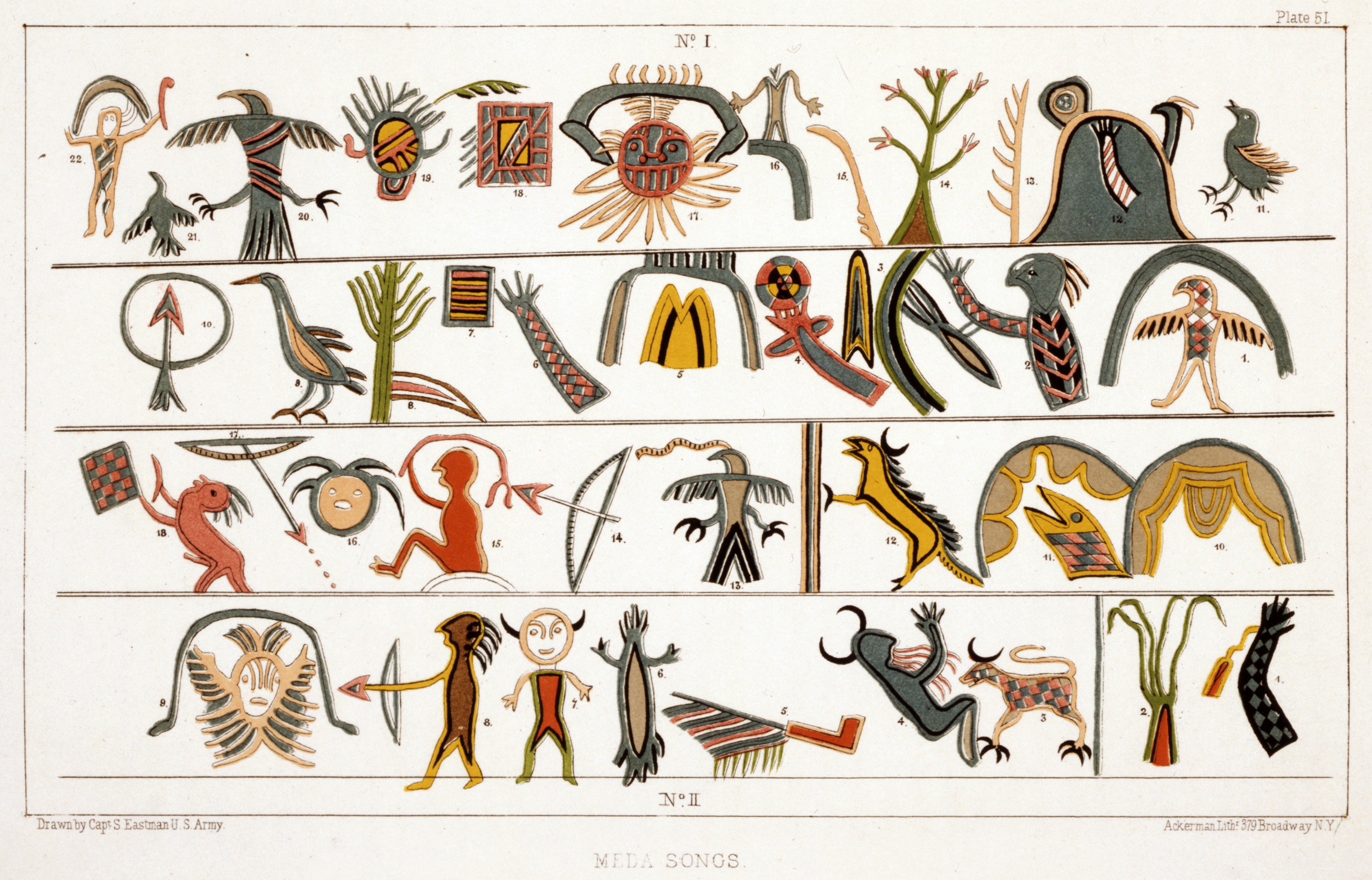
Пиктографическая рукопись оджибве, 1820. Хромолитография Джеймса Аккермана по акварели Сета Истмана

А. В. Арциховский указывал: «Подобные материалы [береста] издревле применялись в Европе для письма. Поэтому в латинском языке слово liber имеет два значения: древесный луб и книга. Еще римляне всегда широко использовали для письма луб липы. Даже у императоров Домициана и Коммода были записные книжки из этого материала, по словам Геродиана и Диона Кассия, Плиний Старший и Ульпиан сообщают нам, что для письма применялась и кора других деревьев».
Известен римско-британский аналог берестяных грамот — письма на тонких деревянных табличках (не коре или лубе) I—II вв., найденные при раскопках римского форта Виндоланда на севере Англии так называемые таблички из Виндоланды.
В Индии ещё до нашей эры хорошо знали, что на тонком древесном лыке можно писать, как на бумаге. Известны санскритская рукопись на бересте из Байрам-Али, ряд буддистских текстов на бересте и др. Кашмирский поэт и писатель XI века Сомадева в своём «Океане сказаний» упоминает, что индуистский бог Читрагупта, сын Брахмы, записывал все добрые и дурные дела людей в берестяную книгу.
Известны тибетские средневековые берестяные письмена на территории Тувы.
В традициях американских индейцев также бытовала письменность на бересте, упоминаемая в «Песни о Гайавате» Г. Лонгфелло:
Из мешка он вынул краски,

Всех цветов он вынул краски

И на гладкой на бересте

Много сделал тайных знаков,

Дивных и фигур и знаков;

Все они изображали

Наши мысли, наши речи…
В Таллине хранилась берестяная грамота 1570 года с немецким текстом. Есть сведения о берестяных грамотах в Швеции XV века; шведы употребляли их и позже.
На монгольском языке написана Золотоордынская рукопись на бересте. В Узбекистане на берегу реки Дукентсай в древней выработке были обнаружены берестяные грамоты конца XV — начала XVI века. Письмена представляют собой вертикальную скоропись; выполнены тушью, наносимой острой палочкой. Создание грамот приписывается тайной буддистской секте среди монголов. На территории сомона Дашинчилэн Булганского аймака в 1970-х был обнаружен «Письменный правовой закон на берёсте».
Есть и другие берестяные грамоты, написанные в XX веке, в первую очередь жертвами репрессий советского сталинского режима. Люди в спецпоселениях и лагерях системы ГУЛАГ из-за недоступности бумаги использовали полоски бересты, чтобы писать письма своим близким домой. Примеры этих писем латвийских жертв советского режима включены в список наследия ЮНЕСКО «Память мира». Во время Великой Отечественной войны партизанские газеты и листовки иногда печатались на бересте за отсутствием бумаги.

## В современной массовой культуре
Берестяные грамоты обыгрываются в сюжете повести Эсфирь Цюрупы «Улица Зелёная» (1978), а также в повести Татьяны Мироновой «Необычайное путешествие в Древнюю Русь» (1994).